# Swansea
Swansea (/ˈswɒnzi/ SWON-zee; tiếng Wales: Abertawe [abɛrˈtawɛ]), chính thức là Thành phố và Hạt Swansea (Dinas a Sir Abertawe), là một thành phố và hạt tại Wales. Đây là thành phố lớn thứ hai ở Wales sau Cardiff, và là thành phố lớn thứ hai lăm trên toàn Vương quốc Liên hiệp Anh và Bắc Ireland. Swansea nằm trong biên giới hạt lịch sử Glamorgan và commote Gŵyr. Tọa lạc ở miền duyên hải Tây Nam Wales đầy cát, hạt này bao gồm bán đảo Gower và cao nguyên Lliw. Theo hội đồng địa phương, Thành phố và Hạt Swansea có dân số 241.300 người năm 2014. Thống kê chính thức mới nhất cho thấy vùng đô thị Swansea có tổng dân số 462.000 người năm 2011, đông dân chỉ sau Cardiff. Vào thời công nghiệp hoàng kim thế kỷ 19, Swansea từng là trung tâm khai thác và xử lý đồng, mang đến cho nó biệt danh 'Copperopolis'.